# Zotac
Zotac International Limited, Зотак — гонконзький виробник електроніки, відеокарт й материнських плат з головним офісом у Гонконзі. Створене 2006 року.
Підприємство є частиною PC Partner Ltd group [Архівовано 31 січня 2020 у Wayback Machine.] з більше 6000 працівників по всьому світу. У підприємстві 40 surface mount technology (SMT) фабрик у Китаї.
Вироби замовляються на підприємствах Китаю.
Відеокарти виробляються на чипах NVidia.